# Saint-Martial-d'Artenset
Saint-Martial-d'Artenset è un comune francese di 944 abitanti situato nel dipartimento della Dordogna nella regione della Nuova Aquitania.

## Storia

### Simboli
Il nome del comune di Saint-Martial-d'Artenset è strettamente legato alla sua storia religiosa. La leggenda narra che san Marziale sia passato per questi luoghi durante il suo viaggio per evangelizzare la Gallia. La seconda parte del nome del comune, Artenset, deriva dal latino artos che significa "orso". Questo animale può simboleggiare la carica episcopale e san Marziale fu il primo vescovo di Limoges.

## Società

### Evoluzione demografica
Abitanti censiti